# Rue du Maine
La rue du Maine est une voie du 14e arrondissement de Paris, en France. 

## Situation et accès
La rue du Maine est une voie publique située dans le 14e arrondissement de Paris. Elle débute au 8, rue de la Gaîté et se termine au 45, avenue du Maine.
Elle mesure 166 mètres de long sur une largeur de 10 mètres.

## Origine du nom
Elle porte ce nom en raison de sa proximité avec l'avenue éponyme, qui doit son nom à la présence du château du Maine, qui constituait un ancien rendez-vous de chasse du duc du Maine à la pointe nord du domaine de Sceaux.

## Historique
L'actuelle rue du Maine est une ancienne voie du Petit-Montrouge, territoire de la commune de Montrouge. Sa partie orientale faisait alors partie de la « rue Charlot » laquelle s'étendait, après un coude en direction du nord, jusqu'au « boulevard de Vanves » (Edgar-Quinet).
Le surplus était nommé « rue Neuve-du-Maine » jusqu'à son embouchure dans la Chaussée du Maine. Après l'annexion du Petit-Montrouge en 1860, la voie est classée dans la voirie parisienne en 1863. Elle prend sa dénomination actuelle en fusionnant avec la partie orientée est-ouest de la « rue Charlot ».
En 1881 est décidée la création du square Gaston-Baty.

## Bâtiments remarquables et lieux de mémoire
- Nos 1-5 : face à ces numéros s'étend le square Gaston-Baty, qui accueille une statue en pied de Chaïm Soutine (1963), en bronze, réalisée par le sculpteur lituanien naturalisé américain Arbit dit Antoine Blatas (1908-1999), ancien habitant de la rue de la Gaîté émigré aux États-Unis sous l'Occupation.
- No 10 : emplacement de l'ancienne Librairie Celte.
- No 15 : théâtre du Guichet Montparnasse.

## Annexes

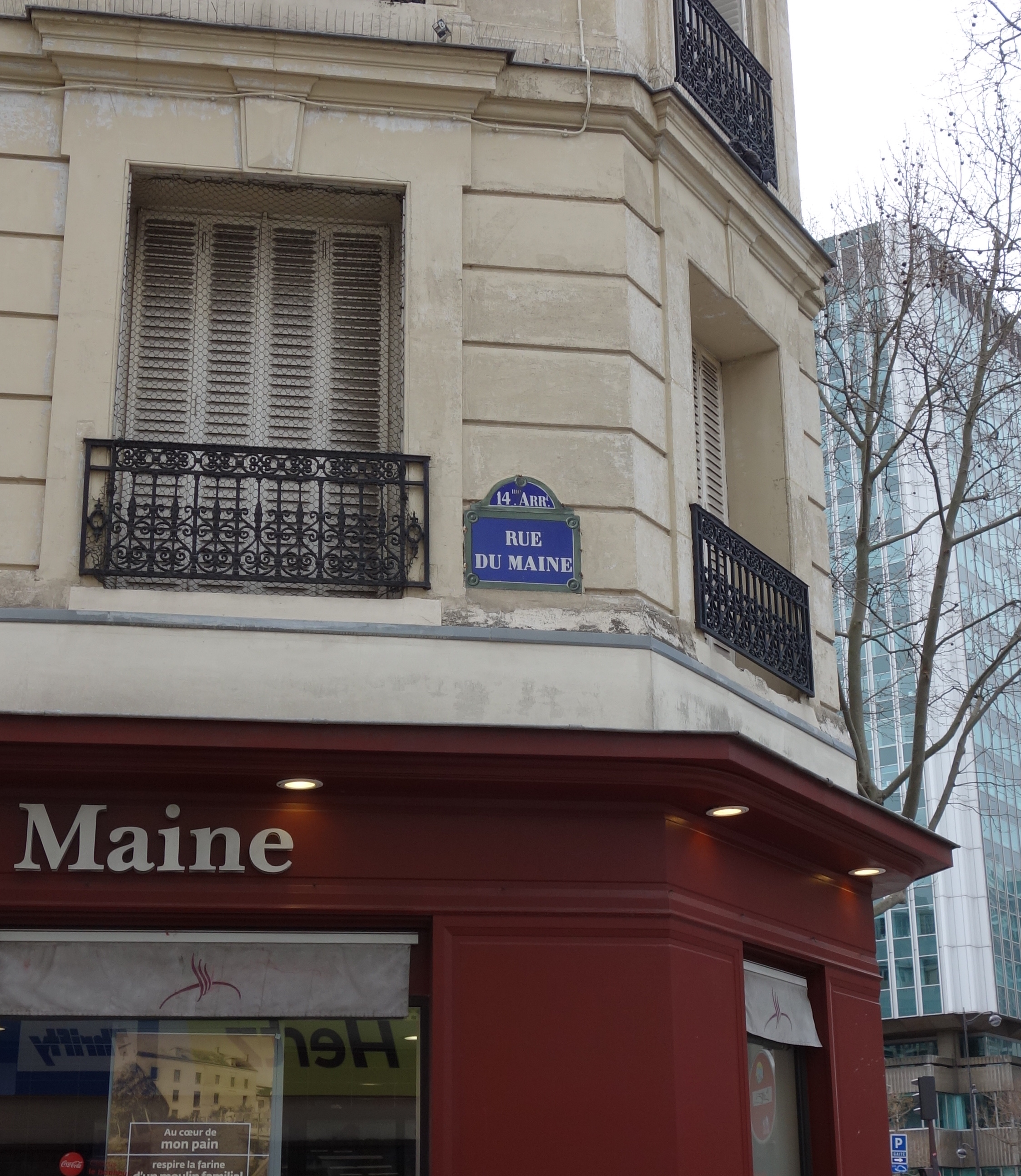
Plaque.
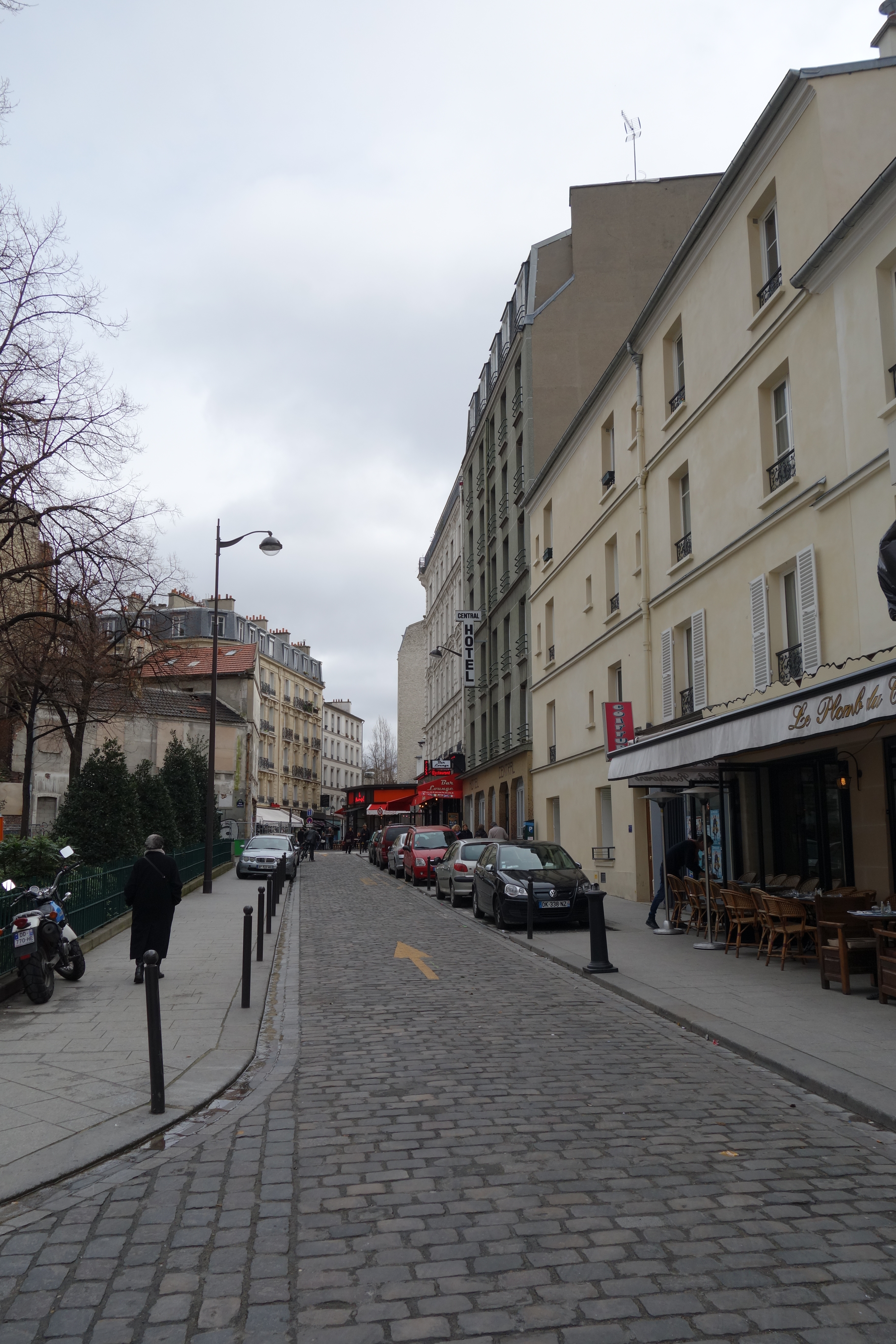
Vue alternative.
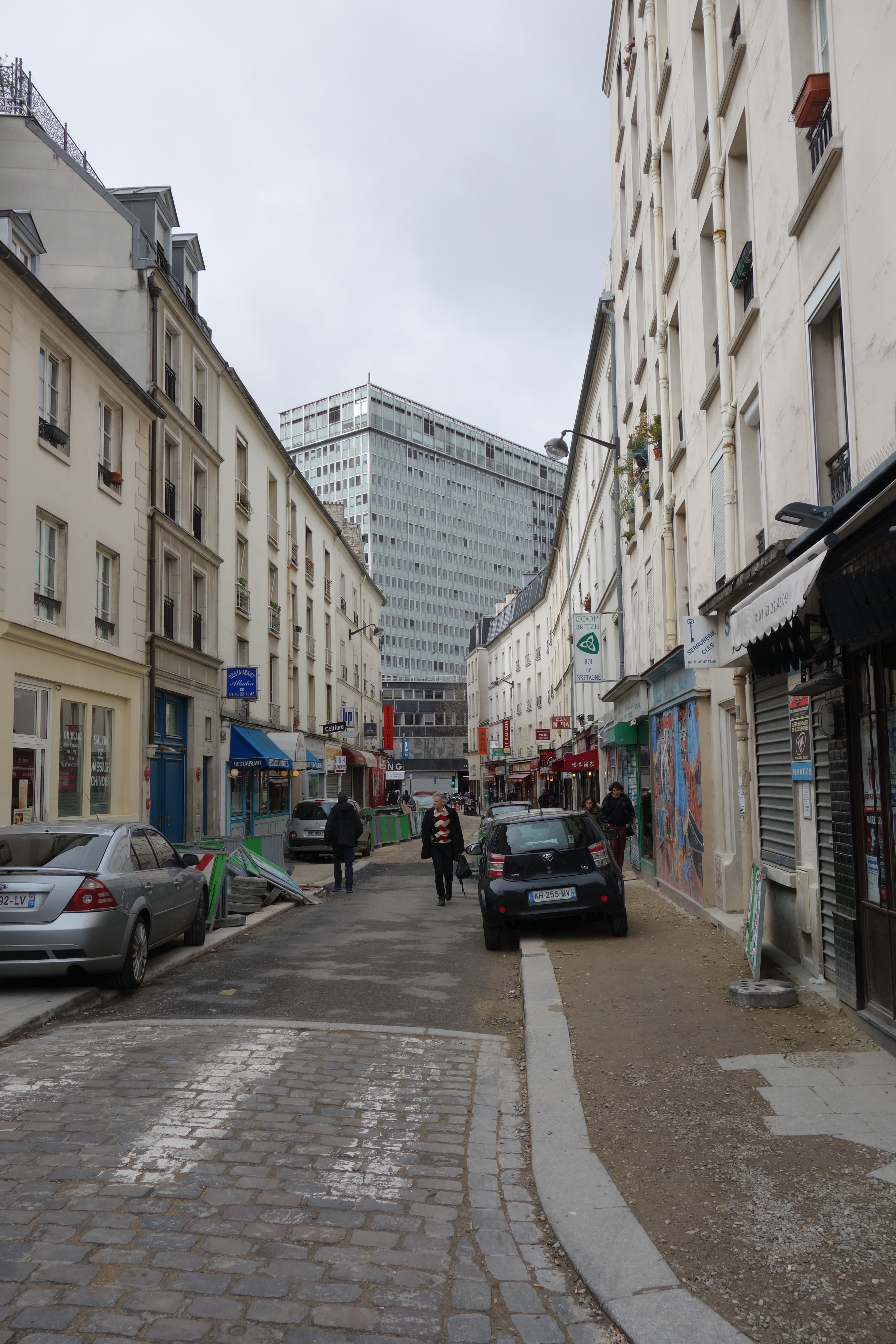
Vue alternative.